# Башмачок крупноцветковый
Башмачо́к крупноцветко́вый, или венерин башмачок крупноцветковый (лат. Cypripedium macranthos) — вид травянистых растений семейства Орхидные (Orchidaceae).

## Название
В русскоязычной литературе и некоторых зарубежных источниках используются другие название этого вида — Cypripedium macranthon и Cypripedium macranthum.

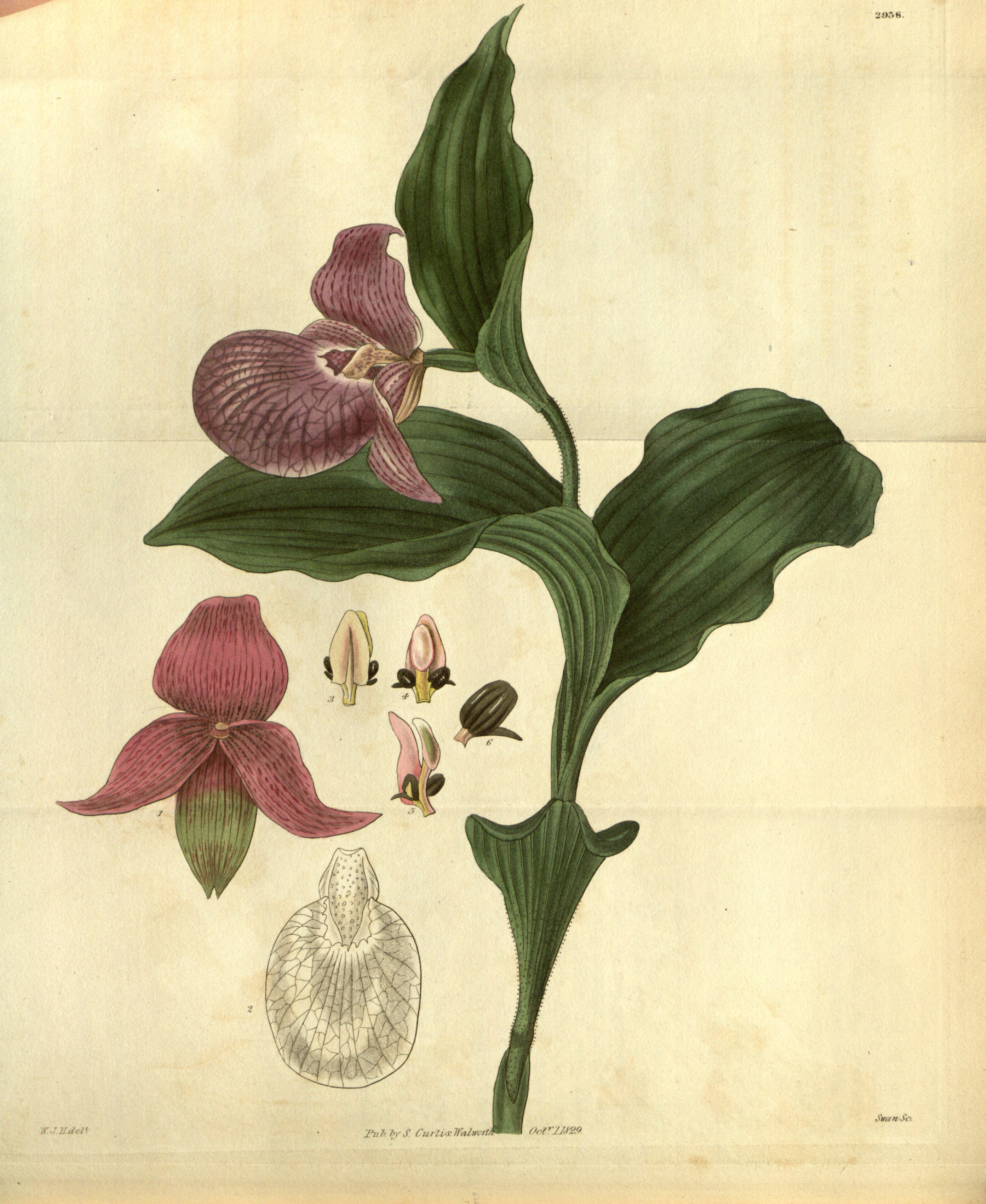
Cypripedium macranthos (В оригинале Cypripedium macranthon)
Ботаническая иллюстрация. Curtis’s botanical magazine vol. 56 NS. 3 tab. 2938, 1829 г. Автор: William Jackson Hooker

## Распространение и экология
В России встречается на юго-западе Центрального, на юго-востоке Северного, в Волго-Вятском и Уральском районах, на юге Сибири и Дальнем Востоке, включая Курильские острова и юг Камчатки. Также встречается в Северном Казахстане, Монголии, Китае, на п-ове Корея и в Японии. Ранее произрастал на Украине в Черниговской области.
Светлые лиственные и смешанные леса, лесные поляны, заросли кустарников.
Цветёт в июне — начале июля.
Семенное размножение ослаблено. Прорастание и развитие растения происходит лишь при симбиозе со специфичными почвенными грибами. После прорастания, первые три года проросток ведёт подземный образ жизни. Зацветает на 10—15 год после прорастания семени.
Вегетативное размножение происходит за счёт подземного корневища, которое нарастает очень медленно (2—4 мм в год). Обладает способностью переходить в состояние покоя на несколько лет, существуя при этом в подземном состоянии за счёт грибов — симбионтов.
Предпочитает увлажненные, но дренированные почвы с большим содержанием гумуса.

## Ботаническое описание
Травянистые многолетники с длинным и тонким ползучим корневищем.
Корневище растет очень медленно — 2—4 мм в год. Предельный возраст башмачков на территории России неизвестен, у близкого североамериканского вида обнаружены корневища в возрасте 23 лет.
Стебли 25—50 см высотой.
Листья эллиптические, цельнокрайные, стеблеобъемлющие, длиной 8—16 см и шириной 4—8 см.
Соцветие закладывается в почке заранее — за два года до цветения.
Цветки крупные (до 10 см в диаметре), цвет может варьировать от розового до тёмно-красного и чисто белого. В разгар цветения источают приятный аромат, напоминающий ваниль.
Губа до 7 см длины, сильно вздутая в виде туфельки с узким отверстием, края которого заворачиваются внутрь, образуя оторочку, расширенную в тупые лопасти. Цветков 1—2.
Стаминодий беловатый с фиолетово-пурпурными крапинками, до 1,5 см длины.
Рыльце щитковидное.
Плод — коробочка.

## Охрана
Редкий вид. Внесён в Красную книгу РФ.
Встречается в 13 заповедниках. Необходимы своевременное выявление сохранившихся популяций, особенно в западной части ареала, создание ряда заказников и микрозаказников для сохранения их местообитаний, действенное запрещение сбора растений. Выращивается во многих ботанических садах.
Относится к числу охраняемых видов (II приложение CITES)

## Значение и применение
Декоративное садовое растение.
В народной медицине в качестве седативного средства при различных нервных и психических заболеваниях, при головной боли, в гинекологии, при сердечно-сосудистых заболеваниях и др.

## Таксономия
Cypripedium macranthos Sw. Kongl. Vetensk. Acad. Nya Handl. 21: 251. 1800.

### Синонимы

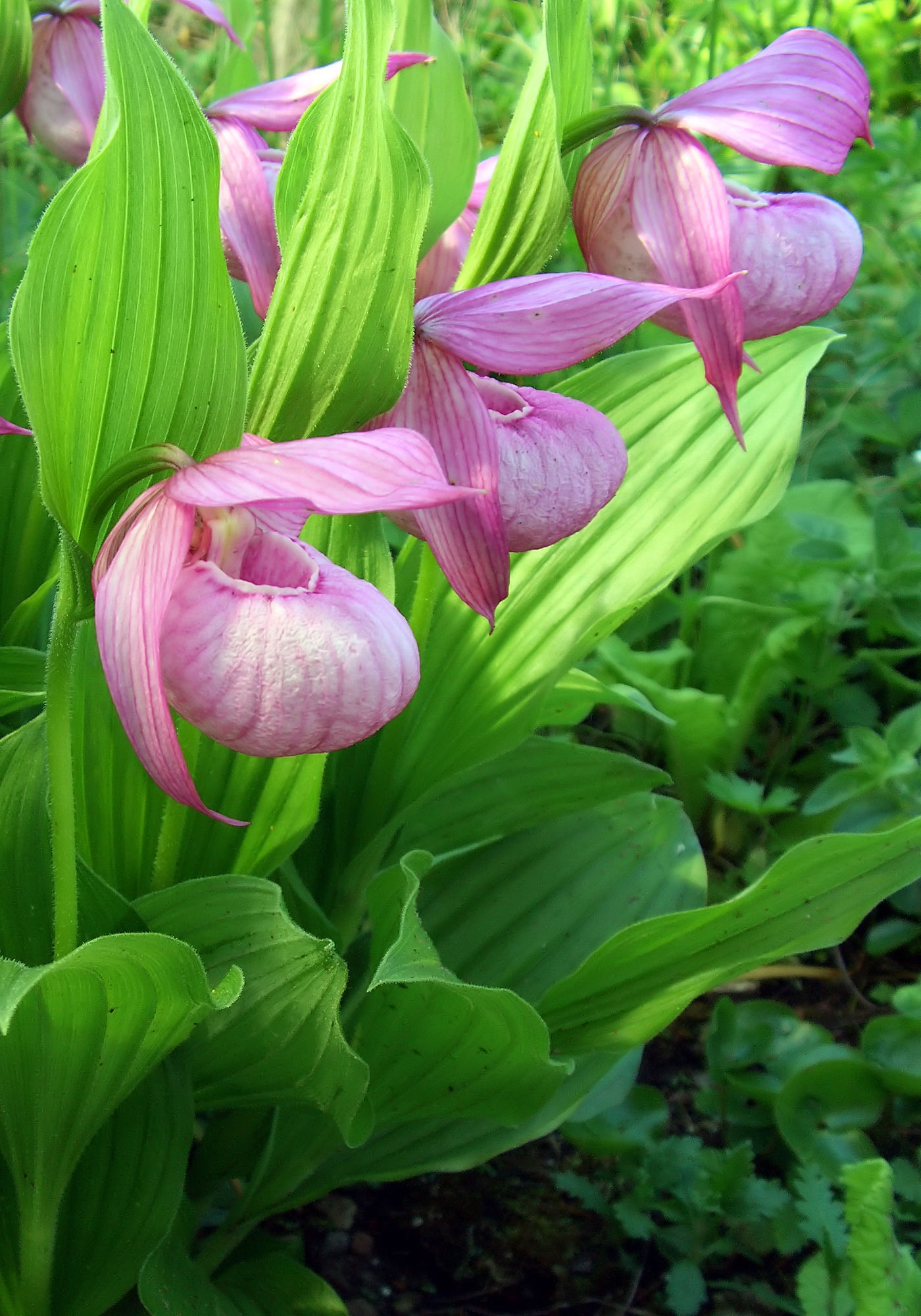
Башмачок крупноцветковый типичный. Группа цветущих растений

По данным Королевских ботанических садов в Кью:
- Sacodon macranthos (Sw.) Raf., 1838
- Cypripedium calceolus var. rubrum Georgi, 1775
- Cypripedium thunbergii Blume, 1859
- Cypripedium speciosum Rolfe, 1911
- Cypripedium macranthos var. flavum Mandl, 1924
- Cypripedium rebunense Kudô, 1925
- Cypripedium macranthos var. albiflorum Makino, 1926
- Cypripedium macranthos var. speciosum (Rolfe) Koidz., 1926
- Cypripedium speciosum var. albiflorum Makino, 1926
- Cypripedium macranthos var. maximum Nakai, 1940
- Cypripedium macranthos f. rebunense (Kudô) Ohwi, 1953
- Cypripedium thunbergii f. albiflorum (Makino) Okuyama, 1955
- Cypripedium macranthos nothof. alboroseum Aver., 1999
- Cypripedium macranthos nothof. albostriatum Aver., 1999
- Cypripedium macranthos var. atropurpureum Aver., 1999
- Cypripedium macranthos nothof. flavoroseum Aver., 1999

### Природныевариации
Разновидности: 

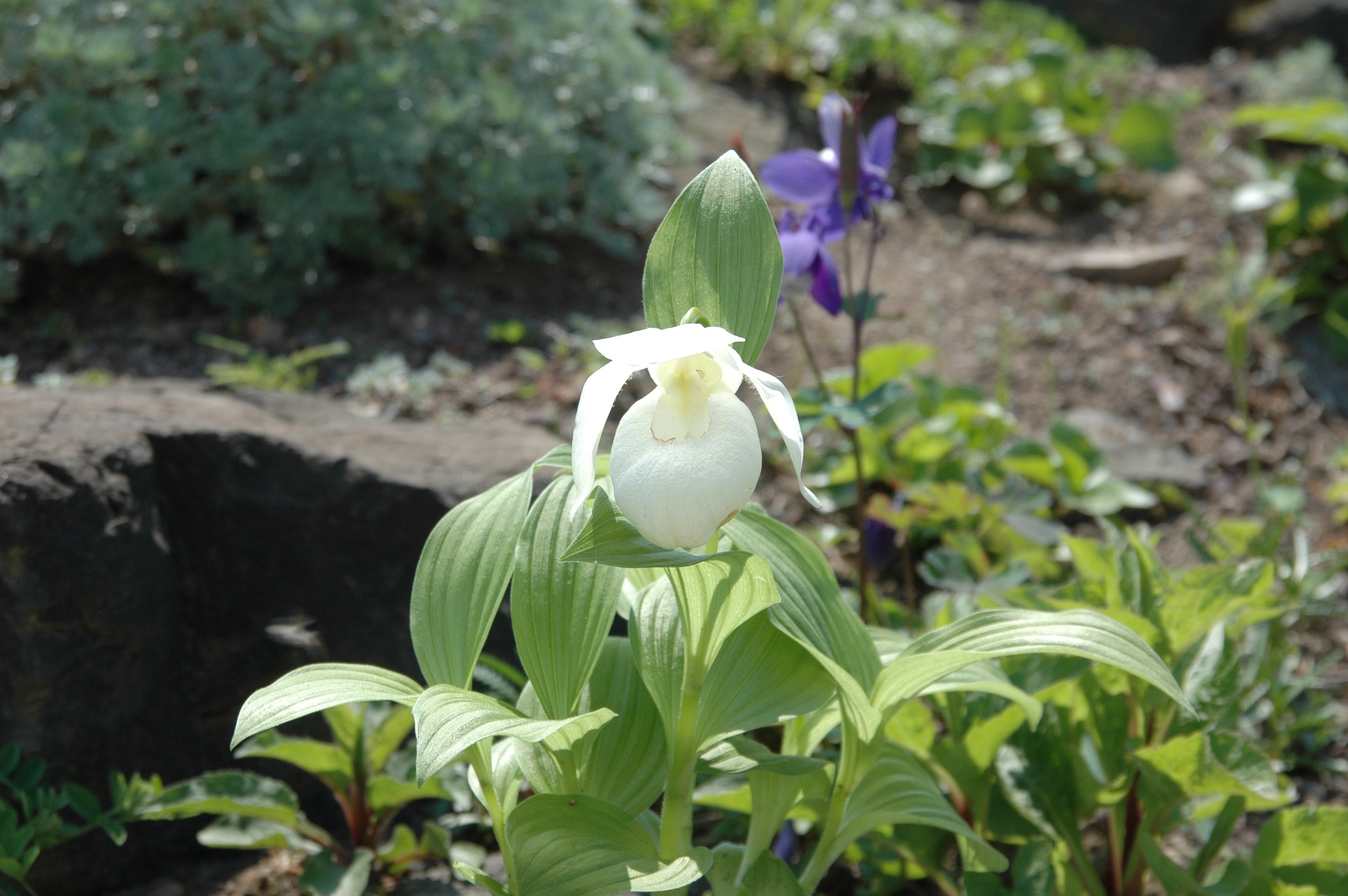
Cypripedium macranthos var. rebunense
Rebun, Хоккайдо, Япония

- Cyp. macranthon var. macranthon (Башмачок крупноцветковый типичный)
Цветки лилово-розовые, листочки околоцветника и губа с более темными жилками, к основанию более бледные, крапчатые. Стаминодий желтовато-белый, с розовыми штрихами и крапинами[11].
- Cyp. macranthon var. atropurpureum Aver. (Башмачок крупноцветковый тёмноцветковый) 
Соцветие 1-цветковое. Цветки темно лилово-пурпурные, край губы окаймлен белой волнистой полоской, стаминодий розовый с многочисленными лилово-пурпурными штрихами[11].
- Cyp. macranthon var. album Mandl. (Башмачок крупноцветковый белоцветковый)
Соцветие 1-цветковое; цветки чисто белые или с едва заметными лимонными или розоватыми жилками. Медианный листочек околоцветника 4—5 см длинной, 2—2,5 см шириной, боковые листочки околоцветника широколанцетные 4—6 см длинной, 1,5—2 см шириной. Губа 4—5 см длинной, 3—4 см шириной, по длине равна листочкам околоцветника или немного их короче. Стаминодий желтовато-белый[11].
- Cyp. macranthon var. flavum (Башмачок крупноцветковый жёлтоцветковый).

Гибридные формы: 
- Cyp. macranthon f. macranthon.
- Cyp. macranthon f. × albo-roseum Aver.  
Губа белая. Листочки околоцветника бледно-розовые с контрастными жилками розового цвета[11].
- Cyp. macranthon f. × albo-striatum
- Cyp. macranthon f. × flavo-roseum Aver.
Листочки околоцветника и губа бело-жёлтые с розовато-бурыми жилками, к основанию более насыщенные, крапчатые[11].

По данным Missouri Botanical Garden, вид включает следующие вариации:
- Cypripedium macranthon f. albiflorum (Makino) Ohwi (1965)
- Cypripedium macranthon var. albiflorum Makino (1906)
- Cypripedium macranthon var. himalaicum (Rolfe ex Hemsl.) Kraenzl. (1897)
- Cypripedium macranthon var. hotei-atsumorianum Sadovsky
- Cypripedium macranthon var. rebunense Miyabe & Kudô (1932)
- Cypripedium macranthon var. speciosum Koidz.
- Cypripedium macranthon var. taiwanianum (Masam.) F. Maek. (1971)
- Cypripedium macranthon var. tibeticum (King ex Rolfe) Kraenzl. (1897)
- Cypripedium macranthon var. ventricosum Rchb.f. (1851)
- Cypripedium macranthon var. villosum Hand.-Mazz. (1936)

По данным Королевских ботанических садов в Кью, природных разновидностей нет.

### Природныегибриды
Cypripedium × xventricosum — Cypripedium calceolus × Cypripedium macranthos Sw. 1800

## В культуре

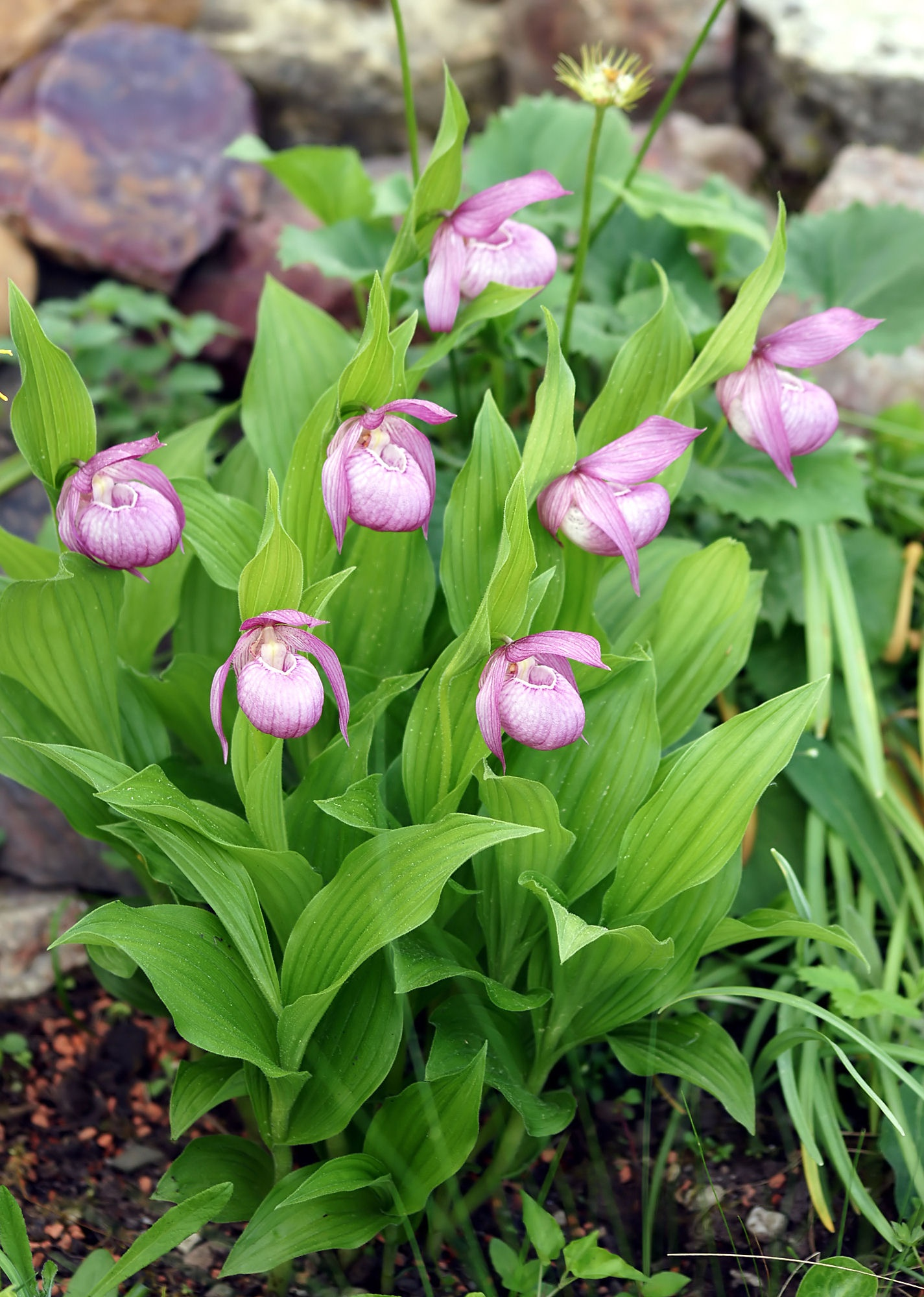
Cyp. macranthos

В культуру башмачок крупноцветковый был введён Петербургским Императорским ботаническим садом в начале прошлого века.
Медленнорастущий вид. Используется в садоводстве как декоративно-цветущее растение. Известно довольно много сортов.
Зоны морозостойкости: 3—6, согласно другому источнику: 4—7а.
Освещение — 70 % от прямого солнечного света.
Размножается семенами (сеянцы зацветают в возрасте 10—15 лет) и делением корневищ.
Почвы с нейтральным pH.
Для выращивания в контейнере рекомендуется следующий состав почвенной смеси: листовой перегной (из листьев липы и берёзы), торф волокнистый бурый, песок, доломитовая мука, древесный уголь фракции 3—5 мм в соотношении 1:1:1:0,5:0,5. 
Для выращивания в открытом грунте: торф, листовой перегной, доломитовая мука или известняковая крошка, песок крупнозернистый в соотношении 2:1:0,5:0,5. В субстрат можно добавить труху древесины хвойных пород или дуба, керамзит и дробленую лаву.
Другой вариант почвенной смеси: 1 часть суглинистые почвы, 2 части песка, 2 дробленой коры сосны, 1 часть измельченных листьев.
Используются контейнеры у которых ширина в два раза должна превышает высоту, с большим количеством дренажных отверстий. В качестве дренажа используют 3—5 см известкового гравия. Для молодых растений используются контейнеры высотой 12—15 см и шириной 20—25 см.
При культивировании растений в контейнерах каждый год, весной производится пересадка.
У высаженных в гряды взрослых растений диаметр корневой системы может достигать 60—70 см в диаметре при глубине до 30 см. При выращивании в грядах пересадка производится не чаще одного раза в 4—5 лет. Лучшим временем пересадки является август, после пожелтения и начала отмирания листьев.
Использование мульчи не рекомендуется, так как это может привести к нежелательному закисанию субстрата.
Почки у башмачков зимуют под уровнем почвы (на глубине 1—1.5 см). Над почвой они появляются лишь весной. Для укрытия можно использовать дубовые листья. Контейнеры зимуют вкопанными в грунт с утеплением по краям и сверху пенопластом.
В ГБС вегетирует с апреля по сентябрь. Цветёт нерегулярно и слабо в мае. Не плодоносит. Высота 15 см. Выращивается в тени. В Солнечногорском районе Московской области регулярно цветёт и плодоносит. Почва – бедный органикой (гумус по Тюрину 4,65%, подвижный азот 1,47 мг на 100 г) тяжёлый суглинок, разрыхлённый добавкой крупного песка и некислого торфа и известкованный (pH солевой вытяжки 6,7). 1/3 дня место посадки находится в неплотной тени.

## Грексы

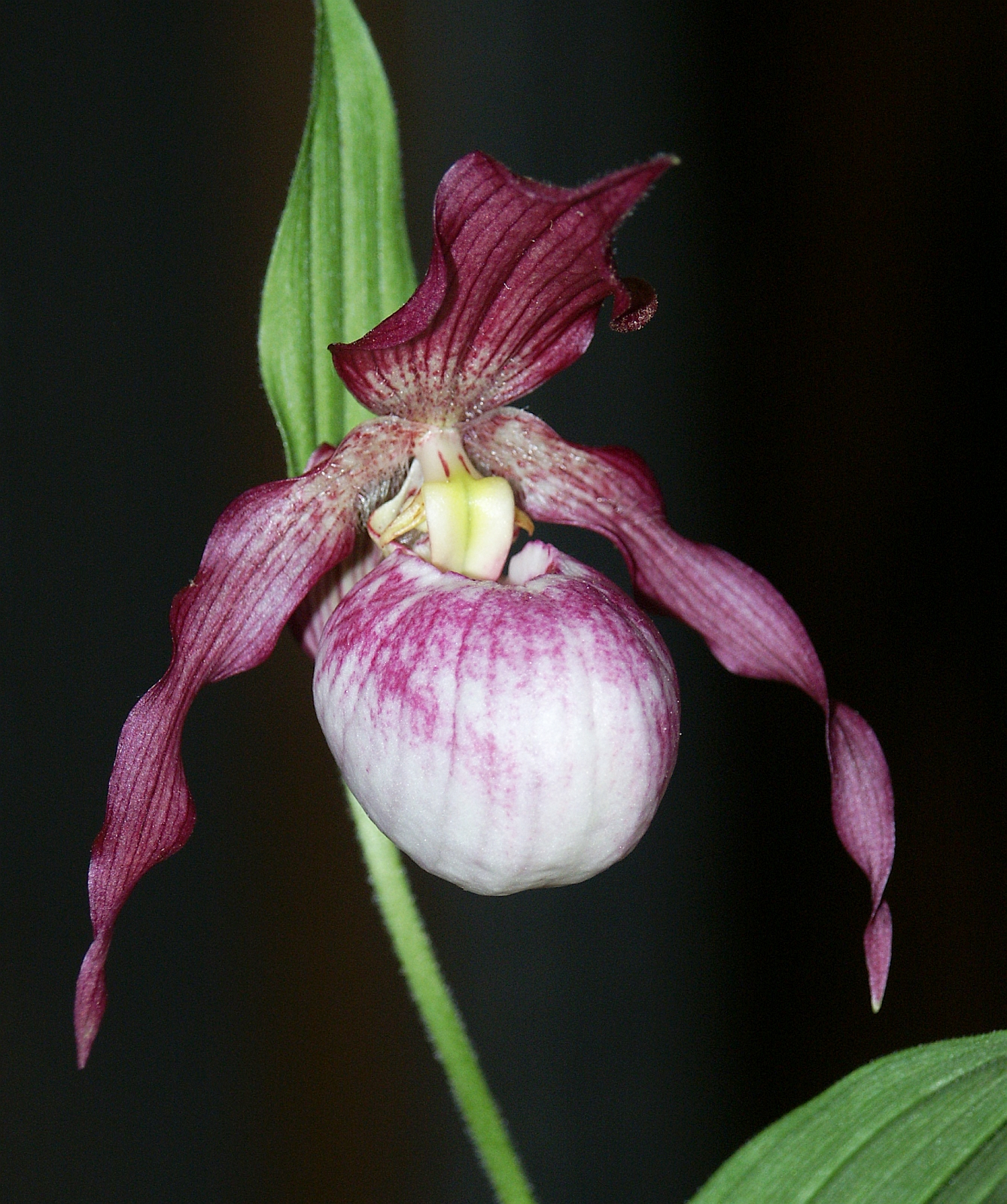
Cypripedium Gisela

- Aki =(Cypripedium parviflorum var. pubescens × Cypripedium macranthos) W. Frosch 1996
- Anne =(Cypripedium reginae × Cypripedium macranthos) Vienenkötter 2008
- Annette =(Cypripedium macranthos × Cypripedium candidum) W. Frosch 2002
- Barbara Imfeld-Pinkepank =(Cypripedium macranthos f. alba × Cypripedium farreri) Pinkepank 2005
- Bärbel Schmidt =(Cypripedium macranthos × Cypripedium montanum) F. Schmidt 2009
- Bernd =(Cypripedium macranthos × Cypripedium segawai) W. Frosch 2001
- Betty Maier =(Cypripedium macranthos × Cypripedium parviflorum var. planipetalum}) Maier 2004
- Birgit =(Cypripedium macranthos × Cypripedium cordigerum) In Vitro Orch. 2006
- Carla =(Cypripedium Favillianum × Cypripedium macranthos f. alba) Burch/Perakos 2009
- Carol Ilene =(Cypripedium parviflorum var. pubescens × Cypripedium macranthos var. hotei-atzumorianum) Keisling 2005
- Cleo Pinkepank =(Cypripedium kentuckiense × Cypripedium macranthos var. hotei-atzumorianum) H. Pinkepank 1998
- Eurasia =(Cypripedium macranthos × Cypripedium tibeticum) Keiichi Nakamura 2005
- Gisela =(Cypripedium parviflorum × Cypripedium macranthos) W. Frosch 1992
- GPH Memoria Charles Frail Jr =(Cypripedium parviflorum var. pubescens × Cypripedium macranthos var. alba) Burch/Perakos 2009
- GPH Tom Velardi =(Cypripedium macranthos f. alba × Cypripedium Sabine) Burch 2010
- Hans Arpagaus =(Cypripedium froschii × Cypripedium macranthos) Pinkepank 2005
- Hedi =(Cypripedium Ingrid × Cypripedium macranthos) W. Frosch 1997
- Henning Pinkepank =(Cypripedium shanxiense × Cypripedium macranthos) Pinkepank 2005
- Katrin =(Cypripedium Philipp × Cypripedium parviflorum var. pubescens) W.Frosch 2005
- Karel Polivka =(Cypripedium ventricosum × Cypripedium macranthos) Pinkepank 2005
- Laila =(Cypripedium macranthos × Cypripedium andrewsii) P. Keisling 2006
- Lois =(Cypripedium kentuckiense × Cypripedium macranthos var. taiwanianum) O. F. Robinson 2003
- Michael =(Cypripedium macranthos × Cypripedium henryi) W. Frosch 1998
- Philipp =(Cypripedium macranthos × Cypripedium kentuckiense) W. Frosch 1996
- Renate =(Cypripedium macranthos × Cypripedium franchetii) W. Frosch 2009
- Sabine =(Cypripedium fasciolatum × Cypripedium macranthos) W. Frosch 2002
- Sandra Maier =(Cypripedium macranthos × Cypripedium yatabeanum) Maier 2003
- Spirit of Violet =(Cypripedium Gisela × Cypripedium macranthos) Vossler 2009
- Oma Alli =(Cypripedium Tanja Pinkepank × Cypripedium ×ventricosum)
- Tower Hill =(Cypripedium parviflorum var. pubescens × Cypripedium macranthos var. speciosum) Keisling 2003
- Werner Frosch =(Cypripedium henryi × Cypripedium macranthos var. hotei-atsumorianum) K-H. Manthey 2003
- Yezo =(Cypripedium macranthos × Cypripedium yatabeanum) Keiichi Nakamura 2005